# Aeroporto di Lešukonskoe
L'aeroporto di Lešukonskoe è un aeroporto civile situato a 240 km dalla città di Arcangelo, nel Lešukonskij rajon dell'omonima oblast' nella parte europea della Russia.

## Posizione geografica
L'aeroporto è situato sul punto di confluenza dell'affluente Vaška nel fiume Mezen'. La città si trova a circa 200 dal porto di Mezen'. Il fiume Mezen' è navigabile fino a Lešukonskoe. La stazione delle Ferrovie russe più vicina si trova a Vel'sk a circa 250 km di distanza e determina l'importanza dell'aeroporto nella zona.

## Dati tecnici
Attualmente l'aeroporto è dotato di una pista attiva cementata di classe D di 1,596 m x 36 m che permette il decollo/atterraggio degli aerei Antonov An-2, Antonov An-24, Antonov An-26, Antonov An-28, Antonov An-30, Let L 410, Yakovlev Yak-40 e degli elicotteri Mil Mi-2, Mil Mi-6, Mil Mi-8, Mil Mi-26, Kamov Ka-32.
Il peso massimo al decollo della pista cementata è di 45 t.
L'Aeroporto di Lešukonskoe è dotato anche di due piste attive di terre utilizzate principalmente nel periodo invernale e per l'atterraggio/decollo degli elicotteri.
L'aeroporto è aperto dalle ore 07:00 alle ore 14:00 (UTC).